# Spoorlijn Örebro - Skebäck
De spoorlijn Örebro - Skebäck (Zweeds: Örebro–Skebäcks Järnväg) is een spoorlijn in Zweden in de provincie Örebro län. De lijn verbindt de plaatsen Örebro en Skebäck (stadsdeel van Örebo) met elkaar.
De spoorlijn is 4,1 kilometer lang en werd in 1904 in gebruik genomen.